# Luther (Michigan)
Luther è un villaggio degli Stati Uniti d'America, situato nello Stato del Michigan, nella contea di Lake.